# Terratritia askewi
Terratritia askewi är en kvalsterart som beskrevs av Ramsay och Sheals 1969. Terratritia askewi ingår i släktet Terratritia och familjen Oribotritiidae. Inga underarter finns listade i Catalogue of Life.